# Ak-Suu (Dschergalan)
Der Aksuu (kirgisisch Аксуу) ist ein linker Nebenfluss des Dschergalan im Rajon Ak-Suu (Oblus Yssykköl) in Kirgisistan.
Der Fluss entsteht durch den Zusammenschluss der Flüsse Altyn-Araschan und Almaluu, die an den Gletschern der Nordhänge des Terskej-Alatau entspringen. In seinem Einzugsgebiet befinden sich zwölf Seen mit einer Gesamtfläche von 0,42 km².  Der Aksuu wird u. a. von den Nebenflüssen Adyrtör und Tschong Kaschkassuu gespeist. Er durchfließt den gleichnamigen Ort Ak-Suu (ehemals Teplokljutschenka), bevor er in den Dschergalan mündet. Der Fluss hat eine Länge von 45 km. Sein Einzugsgebiet umfasst 513 km². Der mittlere jährliche Abfluss beträgt 5,10 m³/s. Der maximale (monatliche) Abfluss beträgt 14,4 m³/s, der geringste 1,26 m³/s.
Der Fluss wird zur Bewässerung genutzt.